# Ван дер Вее, Герман
Герман Франс Анна барон Ван дер Вее (Herman Frans Anna baron Van der Wee; род. 10 июля 1928 года) — бельгийский историк экономики. С 1969 по 1993 год был профессором социальной и экономической истории в Лёвенском католическом университете. Его академическая деятельность охватывает экономическую историю, историю банковского дела, финансовую историю. Он провел исследование периода от средневековья до наших дней. Географически он также провел обширные исследования, изучая Антверпен, Бельгию, Европу и весь мир.

## Карьера
Ван дер Вее родился в Лиере у Жоса Ван дер Вее и Марты Планкаерт. Он начал изучать право в Католическом университете Левена в 1945 году. В 1949 году он получил ученую степень по философии. В 1950 году он получил докторскую степень в области права. Ван дер Вее получил дальнейшее образование в области социальных и политических наук в 1951 году. В 1963 году он защитил докторскую диссертацию по истории под названием «Рост антверпенского рынка и европейской экономики в четырнадцатом-шестнадцатом веках».
В 1955 году Ван дер Вее стал преподавателем в Католическом университете Левена. С 1956 по 1963 год Ван дер Вее работал на фабрике своего тестя. Это позволило ему глубже понять практические аспекты экономической жизни. В 1966 году он стал доцентом в Католическом университете Левена, а в следующем году он получил должность профессора. К 1969 году он был назначен профессором кафедры социальной и экономической истории. Ван дер Вее сначала работал на экономическом факультете, но в 1977 году он был расширен за счет исторического факультета. Ван дер Вее получил статус заслуженного в 1993 году. В университете был создан фонд в честь его имени для поддержки интернационализации междисциплинарных исследовательских проектов. Ван дер Вее был президентом Международной ассоциации экономической истории между в 1986 и 1990 годах.
Академический интерес Ван дер Вее охватывает период от средневековья до настоящего времени. Географически он изучал Антверпен, Бельгию, Европу и мир. Он провел исследования в области экономической истории, истории банковского дела, истории финансов.

## Награды
Ван дер Вее был избран членом Королевской Фламандской академии Бельгии по науке и искусству в 1977 году. Он был избран иностранным членом Королевской нидерландской Академии искусств и наук в 1984 году. Он был избран членом-корреспондентом Британской академии в 1987 году. Ван дер Вее был одним из основателей Европейской Академии в 1988 году. В 1993 году он был избран международным почетным членом Американской академии художеств и науки. В 1995 году он стал членом-корреспондентом Королевского исторического общества.
В 1992 году Ван дер Вее получил премию Хейнекена по истории, присуждаемую Королевской нидерландской академией искусств и наук за работу в области экономической истории. В 1994 году он был посвящен в рыцари королем Бельгии Альбертом II с титулом барона. Ван дер Вее был награжден Золотой медалью чести 1995 года фламандского парламента. Он получил почетную степень в Университете Лестера в 1995 году.

## Личная жизнь
Ван дер Вее женился на коллеге по истории Монике Вербрейт в 1954 году. Ван дер Вее имеет двоих детей. Его дочь Барбара — архитектор. Он живет в доме, спроектированном архитекторами Леоном Стиненом и Полом Де Мейером. Дом был построен для Ван дер Вее в 1963 году.

## Сочинения
- История мировой экономики. 1945—1990 = Histoire economique mondiale 1945—1990. / Пер. с фр. — М.: Наука, 1994. — 413 с. — ISBN 5-02-012129-0